# Donoso (distrito)
Donoso é um distrito da província de Colón, Panamá. Possui uma área de 1.817,10 km² e uma população de 9.671 habitantes (censo 2000), perfazendo uma densidade demográfica de 5,32 hab./km². Sua capital é a cidade de Miguel de la Borda.